# Wilhelm Kienzl
Wilhelm Kienzl (Waizenkirchen, 17 de enero de 1857-Viena, 3 de octubre de 1941) fue un compositor, director de orquesta, musicólogo y pianista austríaco. 

## Biografía
Estudió composición con W. A. Rémy a partir de 1874. Estudió en la Universidad de Viena, la Escuela Superior de Música y Teatro «Felix Mendelssohn Bartholdy» de Leipzig y el Conservatorio de Praga. Fue director de orquesta del Teatro Municipal de Hamburgo y de la Real Ópera de Múnich. Fue autor de varias óperas de influencia wagneriana: Urvasi (1886), Heilmar der Narr (Heilmar el tonto, 1892), Der Evangelimann (El evangelista, 1895), Don Quixote (1897). Compuso también melodramas musicales, música de orquesta y de cámara, obras para piano, lieder y coros. Escribió una biografía de Richard Wagner (1904-1906), así como una Memorias publicadas en 1926.

## Óperas
- Urvasi op. 20 (1884)
- Heilmar der Narr op. 40 (1891)
- Der Evangelimann op. 45 (1894)
- Don Quixote op. 50 (1897)
- In Knecht Ruprechts Werkstatt op. 75 (1907)
- Der Kuhreigen op. 85 (1911)
- Das Testament op. 90 (1916)
- Hassan der Schwärmer op. 100 (1921)
- Sanctissimum op. 102 (1922)
- Hans Kipfel op. 110 (1926)